# Neue Reussbrücke Mellingen

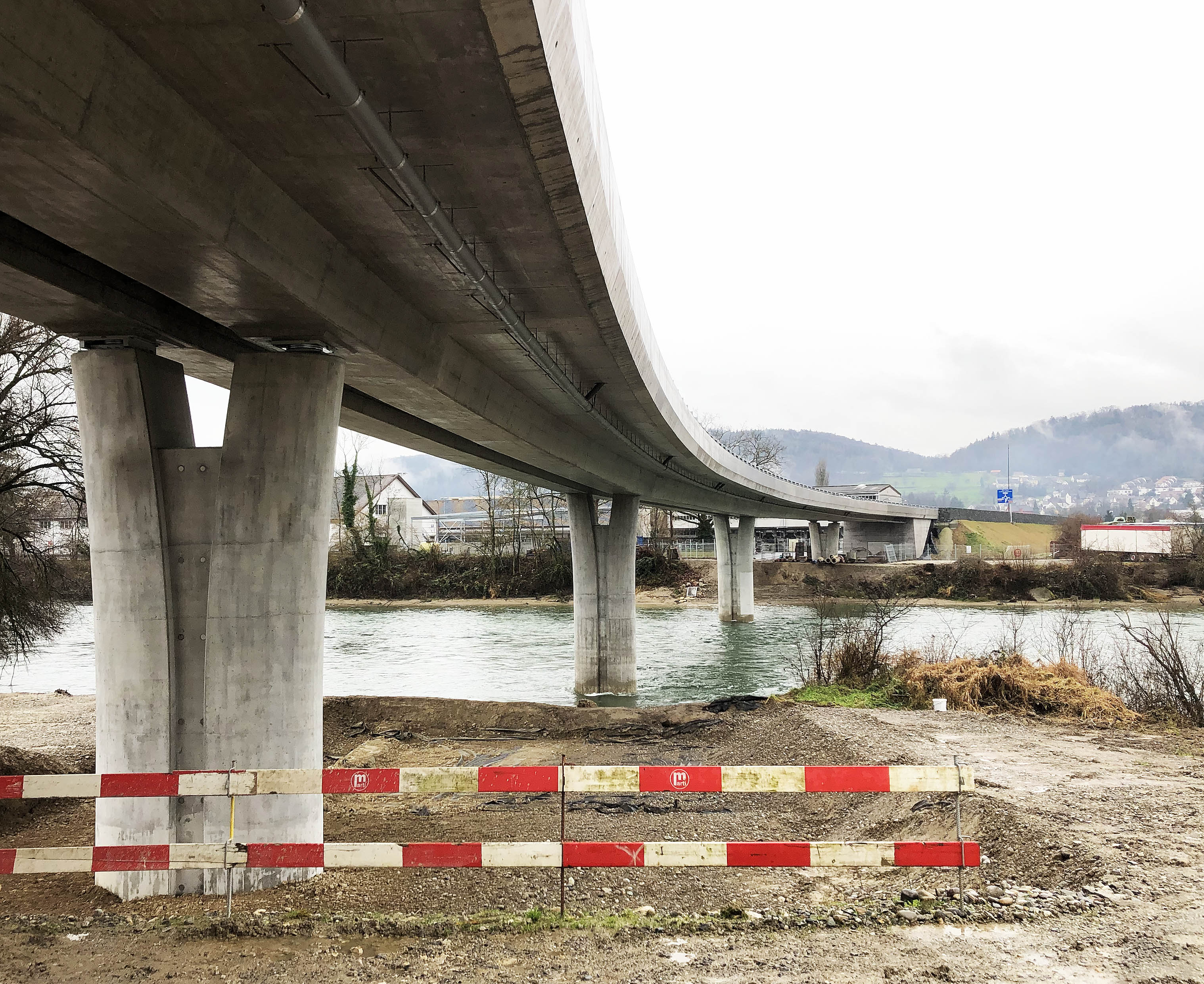
Neue Reussbrücke Mellingen von Norden

Die Neue Reussbrücke Mellingen ist ein Flussübergang über die Reuss im Kanton Aargau. Die Strassenbrücke ist ein Bauwerk der Umfahrung von Mellingen, die seit dem 31. Oktober 2022 für den Verkehr offen ist. Die neue Brückenstelle wurde schon in den 1920er Jahren als Variante diskutiert, als die historische Holzbrücke bei der Altstadt von Mellingen durch einen Neubau aus Stahl ersetzt wurde.

## Landschaftsschutz
In der Planungsphase für die Ortsumfahrung, für welche 2011 in einer Volksabstimmung im Kanton Aargau der Baukredit von 31,1 Millionen Franken bewilligt wurde, entstand eine jahrelange Kontroverse um die vom Neubau beeinträchtigte geschützte Reusslandschaft. Diese ist als BLN-Gebiet definiert. Nach der Anpassung der Baupläne und der Brückengestalt und dank verschiedenen neu vorgesehenen Ausgleichsmassnahmen in der Naturumgebung akzeptierten die Umweltverbände 2018 das modifizierte Bauprojekt. Weil für das Trassee der neuen Strasse Kulturland verloren ging, verlangte das Bundesgericht die Anpassung des kantonalen Richtplans.

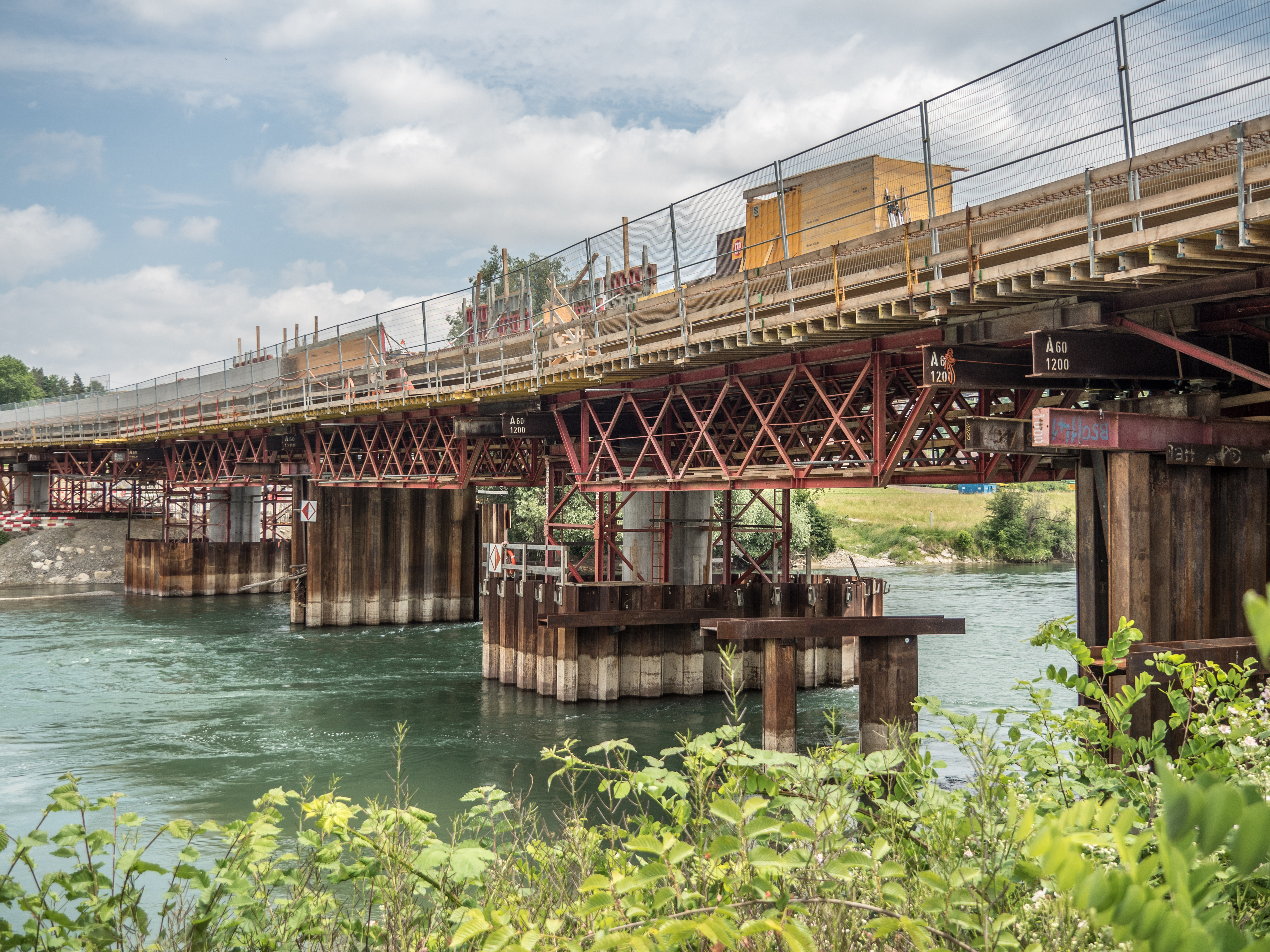
Neue Reussbrücke im Bau (2022)

## Lage und Verkehr
Die Neue Reussbrücke überquert den Fluss nordwestlich des Städtchens Mellingen, neben der Mündung des Mülibachs und 600 Meter unterhalb der alten Reussbrücke im Stadtzentrum. Etwas unterhalb der neuen Brücke verbindet der Gruemetsteg bei der regionalen Abwasserreinigungsanlage die Fuss- und Wanderwege beidseits des Flusses, und einen Kilometer von der neuen Brücke entfernt führt die Eisenbahnbrücke der Bahnstrecke Zürich–Heitersberg–Lenzburg über die Reuss.
Die seit mehr als einem Jahrzehnt geplante, von 2020 bis 2022 gebaute Umfahrung von Mellingen entlastet das Ortszentrum mit dem schmalen historischen Stadttor beim Zeitturm vom Durchgangsverkehr auf der nationalen Hauptstrasse 279. Über die rund zwei Kilometer lange Strecke, die im Aargau als neues Trassee der Kantonsstrasse 268 gilt (NK 268), verläuft der Strassenverkehr zwischen dem Kantonsgebiet westlich der Reuss und dem Wirtschaftsraum Baden mit den Autobahnauffahrten auf die A1.
Die Umfahrungsstrasse zweigt beim Kreisverkehr beim Tanklager Mellingen, nahe dem Bahnhof Mellingen Heitersberg, von der alten Kantonsstrasse ab und verläuft östlich des Moränenhügels Gruemet, am Rande des BLN-Gebiets 1305, neben der Fislisbachermatt zum rechten Reussufer, überquert den Fluss auf der Brücke in einer leichten Kurve, passiert die Birrfeldstrasse (Kantonsstrasse 269) mit einem neuen Kreisverkehr und mündet südwestlich von Mellingen wiederum mit einem Kreisverkehr bei der Chrüzmatt in die Lenzburgerstrasse, die alte Kantonsstrasse von Wohlenschwil nach Mellingen.
Über die neue Strassenbrücke verlaufen die Postautolinien 332 (Baden–Mellingen–Bremgarten) und 336 (Wohlen–Stetten–Mellingen Heitersberg).

## Konstruktion
Die Reussbrücke hat eine Länge von 167 Metern und überspannt das Flussbett sowie beidseits ein Stück des Uferbereichs in einer Kurve mit dem Radius von 325 m mit fünf Feldern; diese weisen eine Spannweite von 25 m, 37,5 m, 42 m, 37,5 m und 25 m auf. Die Brücke aus Stahlbeton besteht aus einem vorgespannten Plattenbalken, der mit den zwei Flusspfeilern und den zwei Landpfeilern fest verbunden ist. Die Pfeiler sind im lockeren Untergrund auf 36 Bohrpfähle abgestützt. Im mittleren Flussfeld hat der Plattenbalken mit den Brüstungen eine Höhe von 1,5 m.
Die Brücke ist für allfällige Ausnahme- und Schwertransporte vorgesehen und für Fahrzeuglasten von 480 Tonnen ausgelegt.
Der Kanton Aargau betraute die Ingenieurfirma Bänziger Partner mit der Projektleitung und übertrug den Auftrag für die Bauarbeiten der Umfahrung von Mellingen und der neuen Reussbrücke an die Baufirma Marti AG.